# Cairbre I Cinncait
Cairbre I Cinncait („Głowa Kota”) – legendarny zwierzchni król Irlandii z dynastii Fir Bolgów w latach 90-95 n.e., syn Duthacha.
Według średniowiecznej irlandzkiej legendy i historycznej tradycji został zwierzchnim królem po śmierci Crimthanna II Niadnaira w wyniku mordu na członkach Milezjan z rąk jego i ludu Aitheach Tuatha (łac. Attacotti), potomków Fir Bolgów. Z masakry uratowało się tylko kilka osób, w tym: Feradach Finnfechtnach, syn Crimthanna II, Tibraide Tirech, przyszły król Ulsteru oraz Corb Olum (Derg Theine), w piątym stopniu potomek arcykróla Duacha III Dallty Dedada oraz przodek królów Munsteru. Ci byli w łonie swych ciężarnych matek.
Za jego panowania Irlandia była w złym stanie. Zboże było bezowocne, rzeki były bezpłodne, bydło nie dawało mleka, drzewa nie miały obfitych plonów. Po pięciu latach panowania zmarł. Otrzymał przydomek „Cinncait” z powodu swych uszu, swym wyglądem podobnych do kocich. Pozostawił po sobie syna Moranna mac Main (Maein), który przybrał matronimik na cześć matki Mani, córki króla Ulsteru. Nie używał patronimiku zapewne w celu odcięcia się od czynów ojca. Był bowiem szefem sądu królewskiego za rządów następnego arcykróla, Feradacha Finnfechtnacha, który objął tron w wieku około pięciu lat. „Księga najazdów Irlandii” (Lebor Gabála Érenn) wspomniała, że tym królem Ulsteru był wówczas Fiacha I Finnamnas, nie podając wprost ojcostwa względem jego matki.